# West-Graftdijk
West-Graftdijk is een dorp in de gemeente Alkmaar, in de Nederlandse provincie Noord-Holland. Het dorp heeft 755 inwoners (2023).
West-Graftdijk ligt aan het Noordhollandsch Kanaal aan de rand van de Kogerpolder. Het middelpunt van het bezienswaardige oude dorpje is de hervormde kerk, welke dateert uit 1651. Het oorspronkelijke uurwerk (gedateerd in 1654) van deze kerk is nu in een museum in Noord-Brabant te bezichtigen.
Tot en met 31 december 2014 was West-Graftdijk onderdeel van de gemeente Graft-De Rijp, die op 1 januari 2015 is opgegaan in de gemeente Alkmaar.

## Trivia
- In 1983 werden opnames gemaakt voor de intro van de jeugdserie, Bollo, Bries en bondgenoten van de NCRV op de Zuiderstraat en de brug bij de Sluiskade in West-Graftdijk.
- In 1984 zijn scènes voor de film De Prooi van Vivian Pieters opgenomen in het dorp. Het huis van de hoofdrolspeelster, Valerie Jaspers, staat aan de Kanaaldijk 47.

## Zie ook

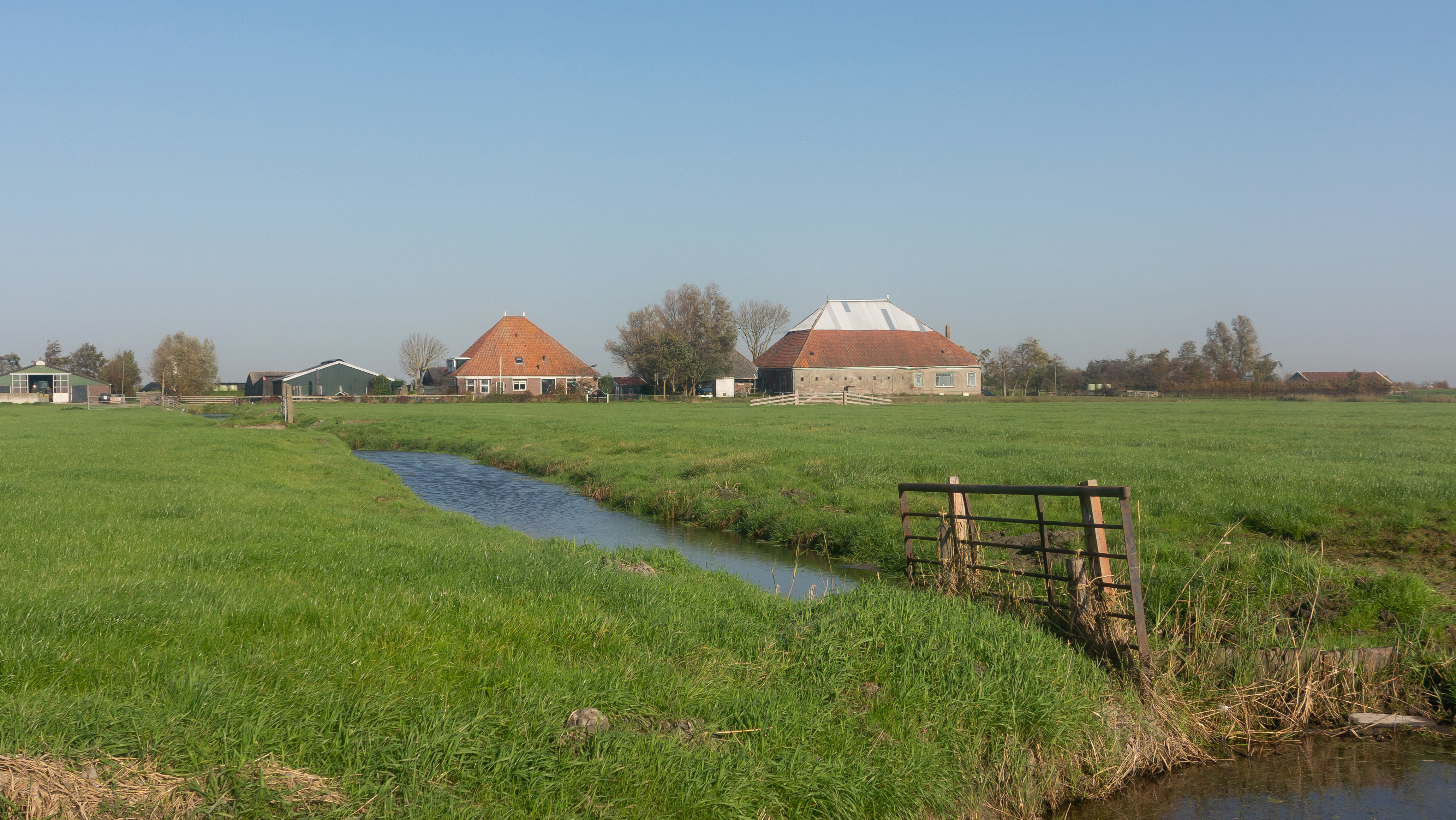
Boerderijen op de Dwarsweg en Ringdijk